# Светильное
Свети́льное — село в Шимановском районе Амурской области, Россия.
Входит в Селетканский сельсовет.

## География
Село Светильное стоит на правом берегу реки Большая Пёра.
Село Светильное расположено в 10 км к юго-востоку от города Шимановск, на Транссибе.
Расстояние до административного центра Селетканского сельсовета станции Селеткан — 8 км (расположено юго-восточнее).

## Население
| 2002 | 2010 | 2012 | 2013 | 2014 | 2015 | 2016 |
| ---- | ---- | ---- | ---- | ---- | ---- | ---- |
| 108  | ↗118 | ↘113 | ↗118 | ↘108 | ↘102 | ↘95  |
| 2017 | 2018 |      |      |      |      |      |
| ↗103 | ↘97  |      |      |      |      |      |

По данным переписи 1926 года по Дальневосточному краю, в населённом пункте числилось 27 хозяйств и 141 житель (72 мужчины и 69 женщин), из которых преобладающая национальность — украинцы (17 хозяйств).

## Инфраструктура
- Платформа 7736 км Забайкальской железной дороги.